# Dólar de Mauricio

El dólar de Mauricio o bien dólar del ancla mauriciano era una unidad monetaria surgida del real de a ocho o dólar español que se había transformado en una moneda internacional, y surgió como petición de la colonia de Mauricio a causa de la necesidad monetaria en las islas, luego de haber pasado de manos francesas a manos británicas en 1810. Fueron acuñadas en plata tres tipos de tamaños de diferentes valores con fecha de 1820 pero las de 1822 que incluían a la de medio dólar solo circularon en las Indias Occidentales Británicas, Guayana y Canadá, por lo cual en la América británica se llamó Dólar del ancla de las Indias Occidentales Británicas o British West Indies anchor dollar (en inglés).

## Historia
La isla de Mauricio o como se llamaría posteriormente Isla de Francia fue primero colonizada por la Compañía Neerlandesa de las Indias Orientales en 1638, por lo que circuló el dólar del león de las Indias o leeuwendaalder o lion dollar (en inglés) y el Rijksdaalder neerlandés o dólar imperial, pero finalmente abandonó la colonia en 1710.
La vecina isla de Reunión o como se conocía entonces Isla de Borbón, fue colonizada en 1662 por los franceses durante el reinado de Luis XIV, pasando a depender de las Compañía Francesa de las Indias Orientales —en el sudeste de Madagascar habían fundado Fort-Dauphin en 1646 pero sería abandonado en 1673— y en 1691 colonizaron la lejana isla de Rodrigues, las cuales utilizaban la libra francesa y por su escasez, el real de a ocho español.
En 1715 la isla de Mauricio fue ocupada por los franceses, por lo que en esta época junto con Reunión y Rodrigues comenzaron a circular las primeras monedas de la India francesa con ceca de Pondicherry —también desde 1756 en las islas Seychelles que comenzaron a ser colonizadas— las que se acuñaron eran de 1 pagoda de oro, 1 y ½ fanon de bronce y de plata, 1 y ½ doudou de cobre y la de menor valor de 1 cache de bronce y de cobre.
Durante el reinado del soberano Luis XVI, se acuñaron en 1779 con ceca en París las primeras monedas propias de la colonia conjunta de Isla de Francia y de Borbón, estas eran de 3 sols de vellón, también en 1780 y cambiando el nombre a 3 sou en 1781, y circularon hasta 1793, fecha que colonizaron la muy lejana isla Diego García del archipiélago de Chagos, convirtiéndose la colonia de islas del océano Índico en un departamento de ultramar durante la Primera República francesa, comenzando así a circular el franco. Entre 1794 y 1811 las dependientes islas Seychelles fueron ocupadas por los británicos.
La colonia conjunta de Isla de Francia y de Bonaparte como había sido renombrada en 1801, volvieron a depender de la India francesa desde 1803 hasta 1809 y comenzaron a circular sus monedas con ceca en Pondicherry, también en las nórdicas islas Agalega recién colonizadas en 1808, hasta que en 1810 se acuñó una gran moneda de 10 libras francesas de plata, pero la isla de Rodrigues había sido ocupada por los británicos en 1809, la de Reunión el 9 de julio de 1810, la de Mauricio el 6 de diciembre del mismo año, también las islas Cargados Carajos y en 1814 las islas Agalega, las de Chagos y nuevamente las de Seychelles, pero tuvieron que devolver la isla de Reunión a Francia luego del Tratado de París, en 1815.
En la nueva colonia británica de Mauricio y sus dependencias, comenzó a circular desde 1820 el dólar del ancla, anchor dollar o mauritian dollar (en inglés), se trataba de monedas de plata fraccionaria con un ancla coronada en el anverso y el escudo real británico en el reverso, inicialmente se fijó a un valor de 2 rupias indias y luego a 4 chelines.
Estas monedas circularon hasta 1826 para ser reemplazadas por la libra de Mauricio que se había producido durante la posesión francesa desde 1781 hasta 1810 y se siguió utilizando durante la colonización británica hasta que en 1822, aunque sin fecha, se acuñaron en Calcuta unas monedas en idioma francés de dos valores: de 25 sous y de 50 sous (20 sous o sols equivalían a 1 libra). Esta libra sería reemplazada por la ya unificada rupia india en 1835 y que a su vez lo sería por la rupia de Mauricio en 1877.
El dólar del ancla pero con fecha de 1822, había sido acuñado inicialmente para Mauricio pero finalmente fue utilizado en las colonias británicas del Canadá y en las de las islas y costas del Caribe y en la Guayana, por lo que se las clasificó como dólar del ancla de las Indias Occidentales Británicas o British West Indies anchor dollar, hasta que su escasez y las de libras esterlinas de la metrópoli provocaron la acuñación de monedas y fichas bancarias privadas locales (bank token, en inglés).

## Monedas
Se acuñaron en 1820 tres tamaños de monedas fraccionarias del dólar de Mauricio (en 1822 se acuñó medio dólar pero no circuló en Mauricio, sino en América británica), todas en plata 826 de diferentes valores y con un ancla coronada en el anverso orlada con la escritura mayúscula en latín abreviada COLONIAR: BRITAN: MONET: (moneda colonial británica) y el escudo real británico en el reverso orlado de la misma manera con GEORGIUS IV D:G:BRITANNIARUM REX F:D: (Jorge IV, por la gracia de Dios, rey británico):
- 1⁄4 de dólar con número IV a cada lado. Con fecha de 1820.
- 1⁄8 de dólar con VIII a cada lado. Con fecha de 1820.
- 1⁄16 de dólar con XVI a cada lado. Con fecha de 1820.